# Moacyr Grechi
Dom Moacyr Grechi, OSM (Turvo, 19 de janeiro de 1936 - Porto Velho, 17 de junho de 2019), foi um bispo católico brasileiro, arcebispo emérito de Porto Velho.
Em 1949, ingressou no Seminário da Ordem dos Servos de Maria, em sua cidade natal. Em 29 de julho de 1961, foi ordenado sacerdote.
Em 17 de julho de 1972, foi escolhido para ser bispo da diocese de Rio Branco pelo Papa Paulo VI.
Em 29 de julho de 1998, foi nomeado arcebispo de Porto Velho, tendo tomado posse em 8 de novembro de 1998. Aposentou aos 75 anos e foi substituído em 3 de março de 2012 por Dom Esmeraldo Barreto de Farias.
Foi um dos criadores do Conselho Indigenista Missionário (CIMI) e da Comissão Pastoral da Terra, entidade que presidiu por oito anos. 
Destacou-se pela defesa dos indígenas, dos seringueiros e dos trabalhadores rurais. Lutou pela punição dos assassinos de Chico Mendes, que conheceu pela atuação nas Comunidades Eclesiais de Base (CEB's).
Fez denúncias contra Hildebrando Pascoal.
Como arcebispo de Porto Velho, contribuiu para a criação da Faculdade Católica de Rondônia, da Comissão Justiça e Paz de Rondônia e para o fortalecimento dos Centros Sociais da Arquidiocese. Teve como lema: “O último de todos e o servo de todos”. (Marcos 9:35)
Foi membro delegado pela CNBB da Quinta Conferência Geral do Episcopado Latino-americano e Caribenho (Conferência de Aparecida), que aconteceu em maio de 2007, onde teve contato com Jorge Mario Bergoglio, então arcebispo de Buenos Aires, que futuramente seria o Papa Francisco.